# الأرشيدوق كارل لودفيغ من النمسا
الأرشيدوق كارل لودفيغ النمساوي (30 يوليو 1833 - 19 مايو 1896)؛ هو شقيق فرانتس يوزف إمبراطور النمسا-المجر وماكسيميليان إمبراطور المكسيك الأصغر، وأيضا هو والد فرانتس فرديناند، أمير الوراثي الذي اغتيل في عام 1914 مما أدى إلى اشعال الحرب العالمية الأولى (1918-1914)، وأيضا هو جد أخر أباطرة النمسا كارل الأول.

## حياته
ولد في قصر شونبرون بفيينا، فهو الابن الثالث لأرشيدوق فرانتس كارل النمساوي الابن الثالث لـ فرانتس الثاني آخر إمبراطور الروماني المقدس وإمبراطور النمسا من زوجته الأميرة صوفي ابنة ماكسيمليان يوزف ملك بافاريا.
بعد انتحر ابن شقيقه الأرشيدوق رودولف في 1889، أصبح الأرشيدوق كارل ولي عهد النمسا-المجر حتى وفاته في 1896، ثم انتقلت إلى ابنه البكر فرانتس فرديناند ولكن مع زواجه المرغنطي مُنع انتقال ورثة العرش إلى أبنائه، وبهذا انتقلت ورثة العرش إلى أحفاده من ابنه الثاني الأرشيدوق أوتو فرانتس (توفي في 1906)؛ فمع اغتيال فرانتس فرديناند في 1914 أصبحت الوريث التالي هو «الأرشيدوق كارل» أكبر أبناء الأرشيدوق أوتو فرانتس، وأصبح الإمبراطور بعد وفاة الإمبراطور فرانتس يوزف في 1916.

## الأبناء
تزوج الأرشيدوق كارل لودفيغ ثلاثة مرات:-
- زوجته الأولى كانت مارغريتا ابنة يوهان ملك ساكسونيا، توفيت لم يكن لديهم أبناء،
- زوجته الثانية كانت ماريا أنونزياتا هي ابنة فرديناندو الثاني ملك الصقليتين، وأنجبت له:-

1. الأرشيدوق فرانتس فرديناند (1914-1863)؛ كان متزوج من صوفي تشوتيك هو زواج مرغنطي، لهم ذرية.
2. الأرشيدوق أوتو فرانتس (1906-1865)؛ كان متزوج من ماريا يوزفا الساكسونية، لهم ذرية، فهما والدا كارل الأول.
3. الأرشيدوق فرديناند كارل (1915-1868)؛ كان متزوج من بيرثا سزوبي، ليس لديهم أبناء.
4. الأرشيدوقة مارغريت صوفي (1902-1870)؛ كانت متزوجة من ألبرشت، دوق فورتمبيرغ، لهم ذرية.

- زوجته الثالثة كانت انفانتا ماريا تيريزا ابنة المخلوع ميغيل الأول ملك البرتغال:-

1. الأرشيدوقة ماريا أنونزياتا (1961-1876)؛ كانت راهبة بدير في براغ، توفيت غير متزوجة.
2. الأرشيدوقة إليزابيث أمالي (1878-1960)؛ كانت أميرة ليختنشتاين بزواجها من الأمير ألويس، لهم ذرية، فهما والد فرانتس يوزف الثاني أمير ليختنشتاين.

توفي كارل لودفيع في قصر شونبرون بـ فيينا أثناء عودته من رحلته في فلسطين ومصر وذلك بعد إصابته بـ حمى التيفوئيد، يزعم أنه استهلاك في شرب مياه الأردن الملوثة، أرملته توفيت في عام 1944.